# توالت شیمیایی

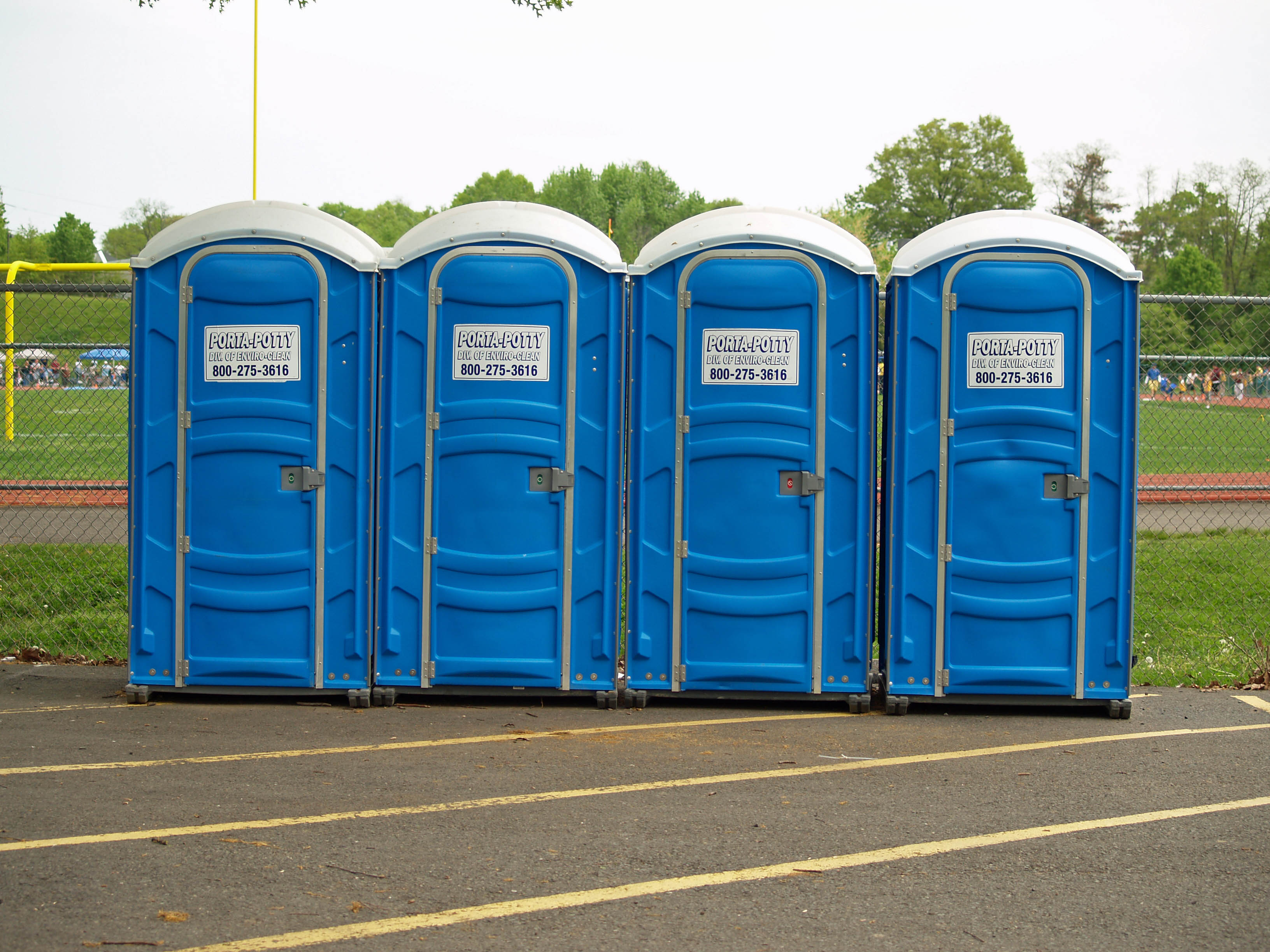
خط تولید توالت‌های شیمیایی قابل حمل

توالت شیمیایی، فضولات انسانی را در یک مخزن جمع‌آوری می‌کند و از مواد شیمیایی برای به حداقل رساندن بو استفاده می‌کند. آنها نیازی به اتصال به منبع آب ندارند و در موقعیت‌های متنوعی مورد استفاده قرار می‌گیرند. این توالت‌ها معمولاً، اما نه همیشه، مستقل و قابل جابجایی هستند. یک توالت شیمیایی در اطراف یک مخزن نسبتاً کوچک ساخته شده است که نیاز به تخلیه مکرر دارد. نه به سوراخی در زمین (مانند توالت گودالی) متصل است، نه به مخزن سپتیک، و نه به سیستم شهری منتهی به تصفیه‌خانه فاضلاب لوله‌کشی شده است. وقتی مخزن تخلیه می‌شود، محتویات آن معمولاً به فاضلاب بهداشتی یا مستقیماً به تصفیه‌خانه پمپ می‌شود.
توالت‌های سیار محصور که در محل‌های ساخت و ساز و در گردهمایی‌های بزرگ مانند جشنواره‌های موسیقی استفاده می‌شوند، انواع شناخته‌شده‌ای از توالت‌های شیمیایی هستند. از آنجایی که آنها معمولاً برای مدت کوتاهی مورد استفاده قرار می‌گیرند و به دلیل قیمت بالایشان، بیشتر به جای خرید، اجاره داده می‌شوند و اغلب شامل سرویس و نظافت نیز می‌شوند.
یک توالت شیمیایی ساده‌تر و بدون محفظه را می‌توان در کمپینگ، تریلرهای مسافرتی (کاروان‌ها) و قایق‌های کوچک استفاده کرد.
بسیاری از توالت‌های شیمیایی از رنگ آبی در آب کاسه توالت استفاده می‌کنند. در گذشته، ضدعفونی کردن معمولاً با مخلوط کردن فرمالدئید، سفیدکننده یا مواد شیمیایی مشابه با آب توالت هنگام سیفون کشیدن انجام می‌شد. فرمولاسیون‌های مدرن بر پایه نیترات هستند و به صورت بیولوژیکی عمل می‌کنند.

## نام‌ها

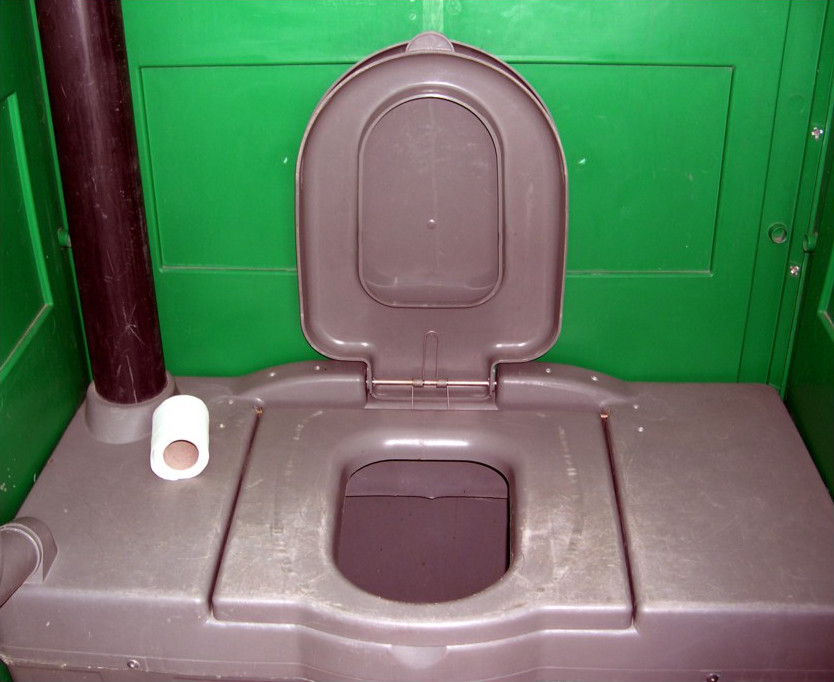
نمای داخلی یک توالت شیمیایی در بغداد، عراق

توالت‌های شیمیایی نوعی توالت قابل حمل هستند و با نام‌های تجاری مختلفی مانند پورت-آ-جان و پورتا-پاتی (انگلیسی آمریکایی)، پورتالو (انگلیسی بریتانیایی)، سطل عسل یا سانیکن نیز شناخته می‌شوند. دو مورد آخر نام شرکت‌ها هستند و "Portaloo" یک علامت تجاری ثبت شده در جامعه بریتانیا و اروپا است.

## طرح‌ها

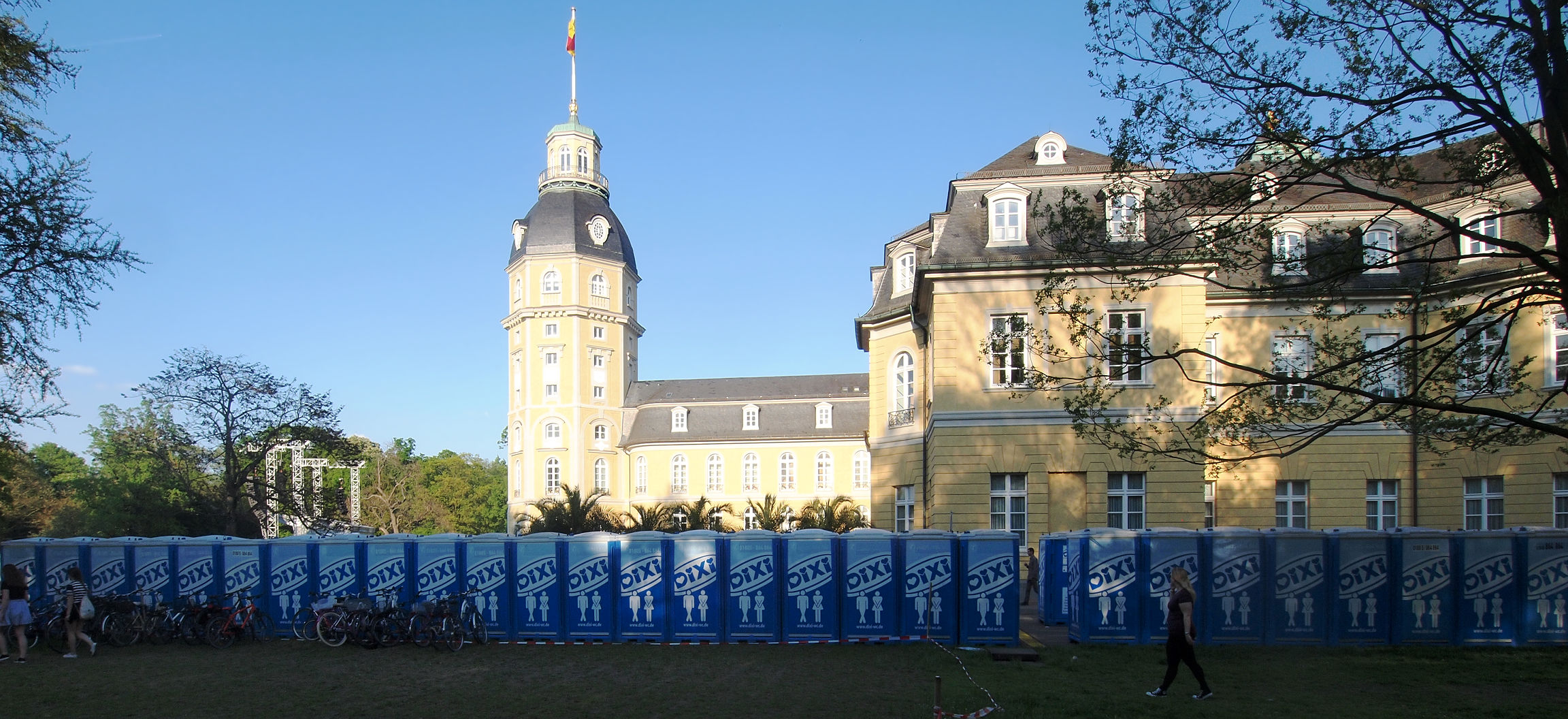
ردیفی طولانی از توالت‌های شیمیایی در کاخ کارلسروهه، آلمان

توالت‌های شیمیایی محصور اغلب به عنوان یک راه حل موقت، به عنوان مثال در محل‌های ساخت و ساز یا اجتماعات بزرگ، به دلیل دوام و راحتی آنها استفاده می‌شوند. بیشتر توالت‌های شیمیایی دارای نشیمنگاه‌های توالت U شکل مشکی با روکش و روباز هستند. آنها اغلب از پلاستیک قالب‌گیری شده سبک یا فایبرگلاس ساخته می‌شوند. بیشتر آنها شامل درهای قفل شونده هستند.
اگرچه واحدهای توالت شیمیایی معمولاً سازه‌های مستقلی هستند، اما وزن مخزن زباله که معمولاً حاوی یک دستگاه پخش‌کننده مواد ضدعفونی‌کننده مایع خالی و خوشبوکننده است، پایداری آنها را افزایش می‌دهد. همچنین می‌توان آنها را برای مقاومت در برابر بادهای شدید، به صورت میخ نصب کرد.
در کشورهایی که از توالت‌های ایستاده استفاده می‌کنند، توالت‌های سیار نیز در مدل‌های ایستاده عرضه می‌شوند که در آنها فقط کفش‌ها با سطح بالقوه کثیف تماس پیدا می‌کنند. طرح‌های توالت ترکیبی، که در آن کاربران می‌توانند چمباتمه بزنند یا روی صندلی بنشینند، برای توالت‌های سیار توسعه نیافته‌اند.
بیشتر آنها شامل تهویه در نزدیکی بالا و یک لوله تهویه برای مخزن نگهداری هستند. وقتی باد از روی لوله تهویه عبور می‌کند، یک ناحیه کم‌فشار ایجاد می‌کند که بو را به بیرون می‌مکد و باز گذاشتن درب توالت، جریان تهویه مخزن را معکوس می‌کند.

### اندازه
توالت‌های شیمیایی به اندازه کافی بزرگ هستند که برای یک نفر کافی باشد، معمولاً حدود ۱۱۰ سانتیمتر (۴۳ اینچ) مربع در ۲۱۰ سانتیمتر (۸۳ اینچ) بالا.
مشخصات معمول:
- وزن کل: ۹۰–۱۱۰ کیلوگرم (۲۰۰–۲۴۰ پوند)
- عرض کل: ۱٬۱۶۶ میلیمتر (۴۵٫۹ اینچ)
- عمق کل: ۱٬۲۱۵ میلیمتر (۴۷٫۸ اینچ)
- ارتفاع کل: ۲٬۳۱۶ میلیمتر (۹۱٫۲ اینچ)
- ارتفاع درب: ۱٬۹۷۵ میلیمتر (۷۷٫۸ اینچ)
- عرض درب: ۶۳۹ میلیمتر (۲۵٫۲ اینچ)

یک نسخه کوچکتر، ۱ متر مربع (۳۹ اینچ) خواهد بود. نسخه‌ای برای افراد دارای معلولیت حداقل ۱٬۴۲۲ میلیمتر (۵۶٫۰ اینچ) خواهد بود. توسط ۱٬۵۲۴ میلیمتر (۶۰٫۰ اینچ) با عرض درب حداقل ۸۱۳ میلیمتر (۳۲٫۰ اینچ).

### تغییرات

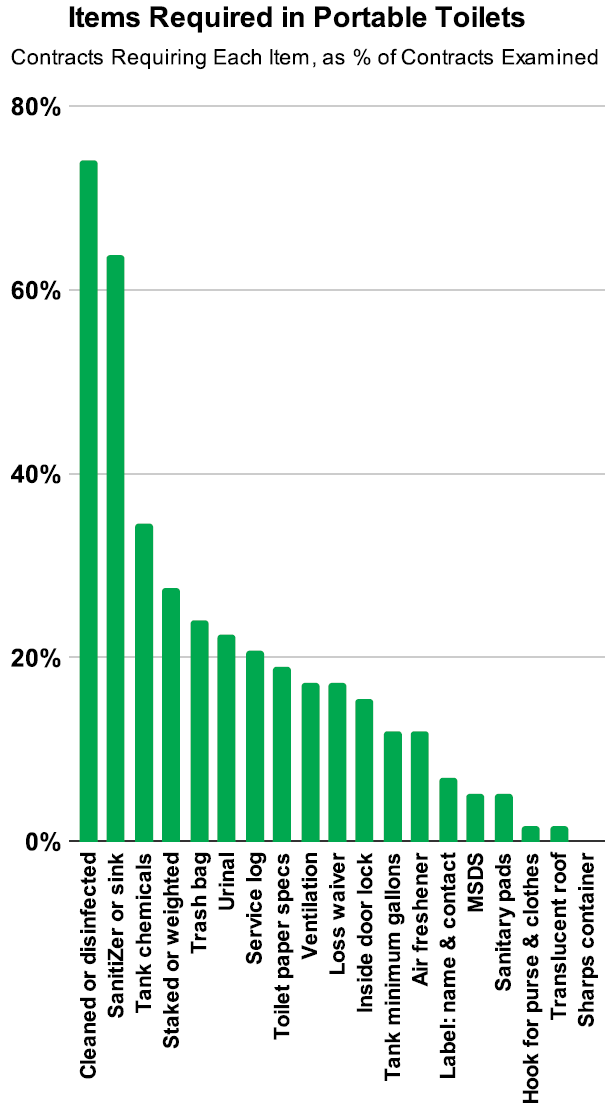
موارد مورد نیاز در قراردادهای توالت‌های سیار

مدل‌ها می‌توانند شامل یک ظرف ادرار برای دور نگه داشتن ادرار از صندلی، خوشبوکننده هوا، یک سقف شفاف برای روشنایی، یک قلاب برای نگه داشتن کیف پول، کمربند ابزار یا ژاکت از زمین، و ظروف ضدعفونی‌کننده دست ضد باکتری یا سینک‌هایی با صابون و دستمال کاغذی باشند. رایج شده است که توالت‌های سیار با یک ایستگاه شستشوی دست جداگانه جفت شوند. این ایستگاه‌های سینک دارای یک پمپ پایی هستند تا آب غیر آشامیدنی مورد نیاز برای شستن دست‌ها را با استفاده از صابون‌پاش‌های ارائه شده یا ایستگاه‌های ضدعفونی‌کننده دست پس از استفاده از توالت، به همراه دستمال کاغذی، تأمین کنند. بعضی از توالت‌ها دارای یک مخزن برای محصولات قاعدگی و سطل‌های زباله برای محصولات قاعدگی و بی‌اختیاری و سایر زباله‌ها هستند تا از ورود آنها به مخزن زباله جلوگیری شود.
استانداردهای دولتی و خصوصی حداقلی هستند و به هیچ‌یک از این ویژگی‌ها نیازی ندارند.

### تریلرهای توالت
توالت‌های سیار روی تریلرها به عنوان «تریلر توالت» شناخته می‌شوند. این تریلرها معمولاً در پیکربندی‌های ۱ تا ۲ توالت با قابلیت شستشوی دستی با استفاده از یک ایستگاه شستشوی دستی یا یک بشکه پلاستیکی پر از آب یافت می‌شوند. این تریلرها اغلب در مزارع کشاورزی یا در محل‌های ساخت و ساز جاده دیده می‌شوند. این سرویس بهداشتی‌ها برای موقعیت‌هایی که کارگران (کاربران) تحرک زیادی دارند، ایده‌آل هستند. با این حال، این پیکربندی مشکل‌ساز بوده است؛ اکثر طرح‌های مدرن مخزن زباله توالت قابل حمل، برای مقابله با مشکل رایج پاشیدن آب از مخزن نگهداری زباله هنگام یدک‌کشی در جاده‌های ناهموار، ناکافی بوده‌اند. همچنین، هنگام یدک‌کشی، بادهای شدید از دریچه‌ها به داخل می‌وزند و باعث ایجاد طوفان در داخل می‌شوند و در صورت عدم ایمن‌سازی، رول‌های دستمال توالت را از توالت سیار بیرون می‌اندازند.
توالت‌های سیار «لوکس» هم وجود دارند. آنها معمولاً روی تریلرهای بزرگ «شبیه به دفاتر اداری» سوار می‌شوند یا از کانتینرهای حمل و نقل تبدیل شده ساخته می‌شوند. آنها شامل تمام امکانات رفاهی یک توالت عمومی مانند آب لوله‌کشی، توالت سیفون‌دار، توالت فرنگی، توالت فرنگی، آینه، روشنایی و حتی در برخی موارد تهویه مطبوع و آب گرم هستند. با این حال، این تجملات قیمتی دارند زیرا این تریلرها معمولاً چندین برابر بیشتر از یک توالت سیار معمولی برای خرید یا اجاره هزینه دارند. آنها معمولاً در عروسی‌ها، مراسم/خیریه‌های سطح بالا و فیلمبرداری‌ها یافت می‌شوند.
توالت‌های شیمیایی مورد استفاده در فیلمبرداری به عنوان واگن عسل شناخته می‌شوند.

### توالت‌های کمپینگ
یک توالت کمپینگ قابل حمل دارای یک صندلی و یک مخزن زباله کوچک است. اضافه کردن یک بسته مواد شیمیایی به مخزن زباله، بوها و باکتری‌ها را کاهش می‌دهد، تا زمانی که زباله‌ها در یک مرکز مناسب تخلیه شوند. آنها در کمپینگ، تریلرهای مسافرتی، کاروان‌ها و ون‌های کمپر استفاده می‌شوند. همچنین می‌توان از آنها در قایق‌های کوچکی که فاقد توالت دریایی توکار هستند استفاده کرد.
آنها همچنین به عنوان «توالت کاستی» یا «توالت کمپینگ» یا تحت نام‌های تجاری که به علائم تجاری عمومی تبدیل شده‌اند، شناخته می‌شوند. فرهنگ لغت انگلیسی آکسفورد «پورتا پوتی» (با املای دلخواه) را به عنوان «نامی اختصاصی برای: توالت سیار، همان‌طور که توسط اردونشینان استفاده می‌شود» فهرست می‌کند و عمدتاً نمونه‌های آمریکایی از سال ۱۹۶۸ را ارائه می‌دهد. فرهنگ لغت انگلیسی آکسفورد (OED) به این نام اختصاصی معنای دومی می‌دهد: «یک واحد کوچک پیش‌ساخته حاوی توالت که برای حمل و نقل آسان و نصب موقت، به ویژه در فضای باز، طراحی شده است».
نام دیگر رایج در انگلیسی بریتانیایی «Elsan» است که به سال ۱۹۲۵ برمی‌گردد. طبق گفته باشگاه کمپینگ و کاروان‌رانی، «امروزه اغلب خواهید دید که اردوگاه‌ها به دلیل تاریخچه و محبوبیت این برند، به نقاط دفع زباله خود، نقاط دفع زباله السان می‌گویند.» سازمان کانال و رودخانه، به جای هر اصطلاح بدون برند، از هر دو نام تجاری استفاده می‌کند.
یک اصطلاح عامیانه برای این توالت‌های ساده، سیستم «سطل و انداختنش» است، اگرچه در واقع آنها دیگر شبیه یک سطل روباز نیستند (به توالت سطلی مراجعه کنید). اینها طوری طراحی شده‌اند که در ایستگاه‌های بهداشتی متصل به سیستم فاضلاب معمولی تخلیه شوند. این توالت‌ها را نباید با انواعی که به وسیله نقلیه لوله‌کشی می‌شوند و باید در ایستگاه‌های تخلیه مخزن پمپ شوند، اشتباه گرفت.

## مواد شیمیایی
توالت‌های شیمیایی قابل حمل معمولاً از مخلوطی از چندین ماده شیمیایی مختلف در مخزن نگهداری استفاده می‌کنند.
یک رنگ آبی اضافه می‌شود تا محتویات مخزن از کاربر پنهان بماند و همچنین یک نشانگر بصری از ظرفیت ارائه دهد. وقتی ادرار و/یا مدفوع به اندازه کافی (زرد تا قهوه‌ای) ته‌نشین شود، کل مخلوط رنگ سبز به خود می‌گیرد که نشان می‌دهد مخزن پر است و باید تخلیه شود.
عطرها و سورفکتانت‌های مرتبط معمولاً شامل می‌شوند.
زیست‌کش‌ها به منظور کنترل بو با سرکوب رشد میکروبی (به‌ویژه باکتری‌های گرم مثبت) اضافه می‌شوند. اشکال خفیف‌تر شامل اتانول و ترکیبات آمونیوم چهارتایی در غلظت کم است.
در گذشته از یک ماده شیمیایی مبتنی بر فرمالدئید برای این منظور استفاده می‌شد، اما نگرانی‌های زیست‌محیطی و بهداشتی منجر به حذف تدریجی آن در توالت‌های شیمیایی شده است. فرمالدئید برای چشم‌ها، گوش‌ها، پوست، بینی و گلو بسیار تحریک‌کننده است و علاوه بر استنشاق بخار، محلول شیمیایی می‌تواند هنگام ریختن مدفوع روی باسن کاربر، دوباره پاشیده شود. فرمالدئید همچنین برای آبزیان بسیار سمی است و دفع ایمن آن برای تصفیه‌خانه‌های فاضلاب می‌تواند دشوار باشد.
در توالت‌های شیمیایی مدرن، عوامل میکروبی و آنزیمی به‌طور فزاینده‌ای رایج هستند. این مواد با تسریع هضم و تجزیه مواد زائد، بدون تکیه بر افزودنی‌های سمی یا پنهان‌سازی تنها با رایحه‌ها، به‌طور مؤثری بو را کاهش می‌دهند. برخی از آنها می‌توانند دستمال توالت را نیز تجزیه کنند.
تمام ترکیبات فوق ممکن است طول عمر محدودی داشته باشند (مثلاً ۷ روز)، که برای حفظ اثربخشی نیاز به تعویض مکرر دارند.
یک نوع بسیار قدیمی‌تر از مواد شیمیایی توالت سیار، قلیا است. در گذشته‌های دور که خانه‌های چوبی در حیاط خانه‌ها ساخته می‌شدند، برای جلوگیری از بو گرفتن از قلیا استفاده می‌شد. بعد از اینکه فرد استفاده از توالت سیار را تمام کرد، کمی قلیا را داخل مخزن نگهداری می‌پاشد. قلیا می‌تواند به طرز خطرناکی برای پوست خورنده باشد و امروزه به ندرت مورد استفاده قرار می‌گیرد.

## مکان‌ها

توالت‌های شیمیایی در یک رویداد عمومی در جرسی

توالت‌های شیمیایی محصور اغلب در محل‌های کار در فضای باز، به ویژه در محل‌های ساخت و ساز، مزارع، دامداری‌ها و اردوگاه‌ها دیده می‌شوند. ده‌ها توالت سیار با ظرفیت زیاد، امکان استفاده از سرویس‌های بهداشتی آماده در گردهمایی‌های بزرگ مانند جشنواره‌های موسیقی در فضای باز را فراهم می‌کنند. چندین توالت سیار که در این سکوهای بزرگ چیده شده‌اند، به عنوان «محل نشستن» توالت‌های سیار شناخته می‌شوند اجاره توالت‌های سیار، که برای حفظ بهداشت و راحتی در این مکان‌ها بسیار مهم است، گزینه‌های مختلفی از مدل‌های پایه تا واحدهای لوکس را ارائه می‌دهد و نیازهای خاص رویدادها و مکان‌های مختلف را برآورده می‌کند.

## اندازه بازار
در ایالات متحده، صنعت توالت شیمیایی یک تجارت ۲ میلیارد دلاری در سال است که مدل‌های استاندارد آن از ۶۸ دلار در روز در آتش‌سوزی‌های کالیفرنیا یا ۲۲۵ دلار در روز در شهر نیویورک شروع می‌شوند. واحدهای تریلر سرویس بهداشتی لوکس با توالت‌های سیفون‌دار، چند هزار دلار هزینه دارند و در ایالت نیویورک به مسافت طولانی تحویل داده می‌شوند.

## مزایا
اگرچه توالت‌های سیار گران‌تر از توالت‌های دائمی استاندارد در فضای باز هستند، اما مزایای قابل توجهی دارند که بیشتر مربوط به قابلیت حمل آنهاست؛ از آنجایی که مستقل هستند، تقریباً در هر جایی می‌توانند قرار داده شوند. توالت‌های سیار بدون محفظه را می‌توان با ماشین حمل کرد و توالت‌های دارای محفظه را می‌توان در پشت کامیون‌های وانت حمل کرد. برخی از شرکت‌ها کامیون‌های مخصوصی را برای این منظور تولید می‌کنند.
توالت‌های سیار دفع مدفوع در فضای باز را کاهش می‌دهند. با محفظه‌ای که دارند، حریم خصوصی را در توالت فراهم می‌کنند. اگر سینک نداشته باشند، اغلب فاقد سطل زباله نیز هستند که می‌تواند در مواقعی که افراد از دستمال‌های مرطوب غیرقابل شستشو برای تمیز کردن نشیمنگاه استفاده می‌کنند، مفید باشد، اما همچنان می‌توانند برای نیاز به دور انداختن محصولات قاعدگی و بی‌اختیاری استفاده شده در خلوت مناسب باشند. مردان اغلب ممکن است برای راحتی شخصی، جلوگیری از میکروب‌ها، کوتاه کردن صف‌ها، بهبود کارایی در شب یا جلوگیری از پر شدن سریع توالت‌ها، جای دیگری را برای ادرار کردن انتخاب کنند.

## معایب
از آنجا که توالت‌های سیار لوله‌کشی ندارند، فضولات را داخل مخزن نگه می‌دارند؛ اگر توالت سیار به درستی تمیز نشود یا بیش از حد استفاده شود، این امر می‌تواند منجر به بوی فاضلاب شود. همچنین ممکن است در اکثر جوامع به عنوان منظره‌ای ناخوشایند دیده شوند، که برخی از آنها استفاده از توالت سیار را بدون اجازه ویژه از شهر یا شهرداری ممنوع می‌کنند.
یکی دیگر از معایب این است که توالت‌های سیار معمولی برای ویلچر قابل دسترسی نیستند، به این معنی که افراد معلولی که از ویلچر استفاده می‌کنند ممکن است استفاده از توالت‌های سیار را دشوار یا غیرممکن بدانند. با این حال، اکثر شرکت‌های مدرن بنا به درخواست، توالت‌های قابل حمل قابل دسترسی برای ویلچر را ارائه می‌دهند.

## جامعه و فرهنگ

### استفاده در تبلیغات محیطی
توالت‌های سیار ممکن است برای نمایش تبلیغات در فضای باز استفاده شوند. برخی از تبلیغ‌کنندگان، توالت‌های سیار را با مواد وینیل مشابه آنچه که معمولاً در ماشین‌ها و اتوبوس‌ها استفاده می‌شود، می‌پوشانند.

## تاریخچه

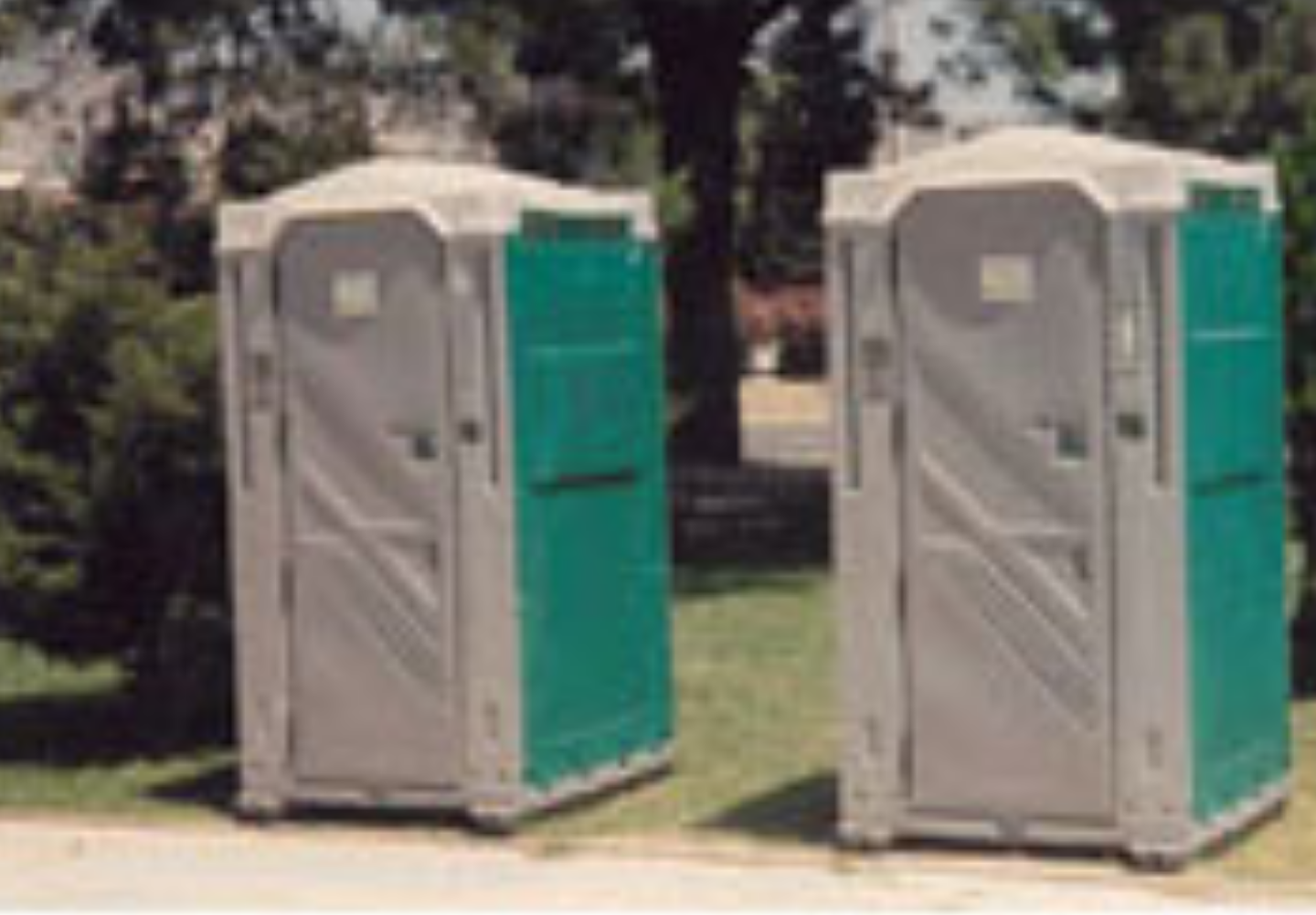
توالت‌های آمریکایی در یونان در سال ۱۹۹۶

اولین حق ثبت اختراع ایالات متحده برای توالت قابل حمل پلاستیکی پلی اتیلن در دهه ۱۹۵۰ به هاروی هدر، بنیانگذار United Sanitation، اعطا شد. این «جعبه محکم» یک توالت شیمیایی جامد، قالب‌گیری شده و مستقل بود. دومین اختراع ثبت شده در ایالات متحده برای توالت قابل حمل پلاستیکی پلی اتیلن در دهه ۱۹۶۰ به جورج هاردینگ، یکی از بنیانگذاران شرکت پلی جان به همراه اد کوپر و جورج هیسکز، تعلق گرفت.
در اواسط دهه ۱۹۶۰، شرکت پلی‌جان این توالت‌ها را با نام پورتالو به بریتانیا وارد می‌کرد و در اوایل دهه ۱۹۷۰ متوجه شدند که به یک تولیدکننده مواد شیمیایی بریتانیایی برای توالت‌های خود نیاز دارند. با همکاری داگ هولت و رابرت فریزر، مالکان شرکت Repclif Chemical Services Ltd که اکنون با نام Qualkem Ltd شناخته می‌شود، برند Destrol متولد شد. دِسترول به سرعت به برند اصلی تبدیل شد و محصولاتش در سراسر جهان به فروش می‌رسید و با دِسترول بایو-کنسانتره و دِسترول ۶ به توالت‌ها خدمات ارائه می‌داد.
از جمله اسلاف آن می‌توان به توالت فرنگی ویکتوریایی، توالت سطلی و توالت گودالی اشاره کرد. شکل این سازه شبیه توالت فرنگی است، اما هیچ سوراخی در زیر آن حفر نشده است.